# Джульярдский квартет

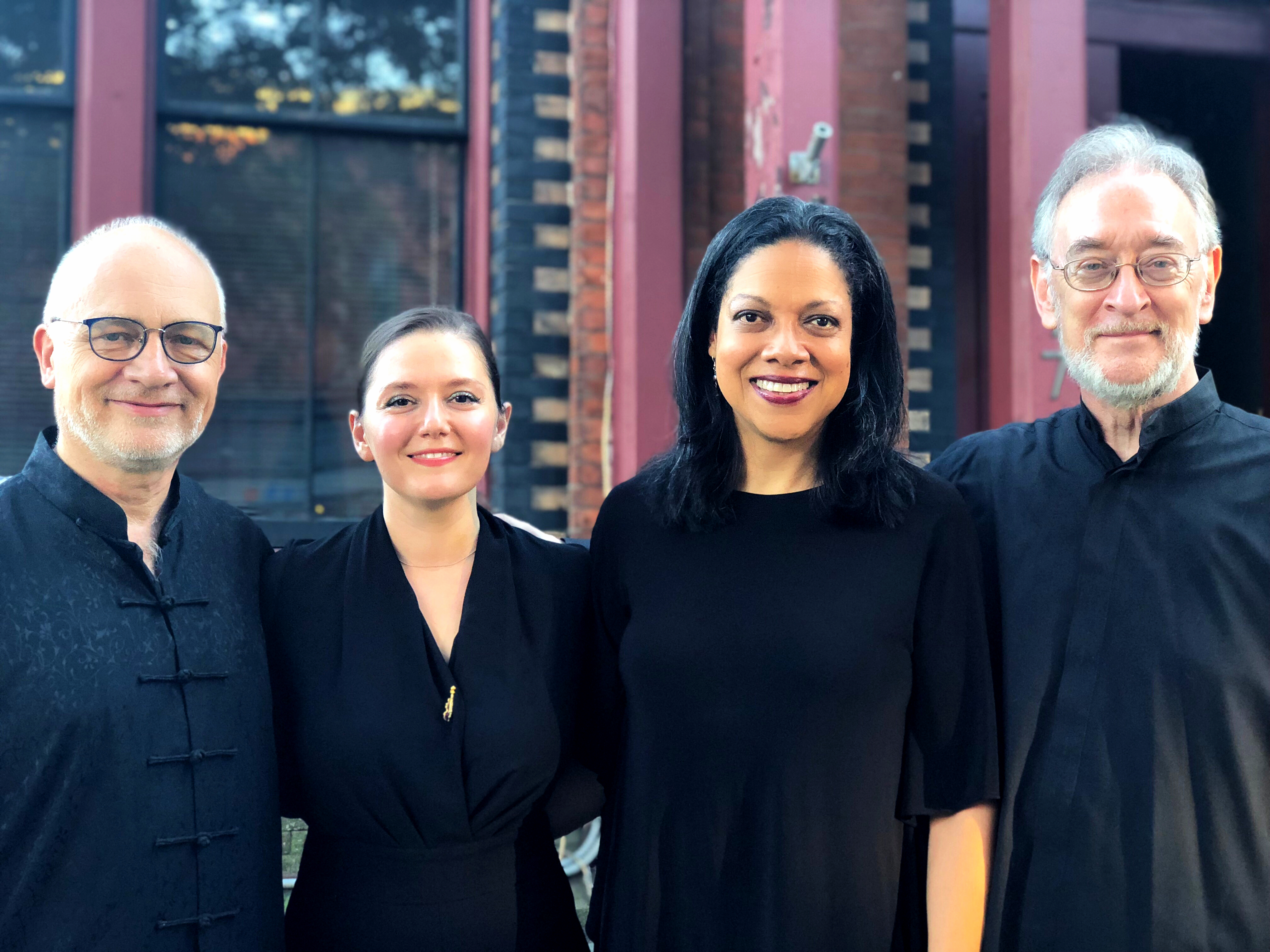
Джульярдский квартет в 2018 году

Джульярдский квартет (англ. Juilliard Quartet) — американский струнный квартет, основанный в 1946 году.
Был создан по инициативе Уильяма Шумана, в ту пору стоявшего во главе нью-йоркской Джульярдской школы. С 1962 года базируется в вашингтонской Библиотеке Конгресса.
Участниками ансамбля являются преподаватели Джульярда. В первый состав входили Роберт Манн (1-я скрипка), Роберт Кофф (2-я скрипка), Рафаэль Хилльер (альт) и Артур Уиноград (виолончель). Впоследствии состав неоднократно менялся. По состоянию на 2020 год в квартете играют Арета Зулла (Areta Zhulla, 1-я скрипка), Роналд Коупс (Ronald Copes, 2-я скрипка), Роджер Тэппинг (Roger Tapping, альт) и Астрид Швин (Astrid Schween, виолончель).
Репертуар ансамбля широк и разнообразен: в него входит академическая музыка от Баха, Моцарта и Гайдна до Шостаковича, Бартока и композиторов Новой венской школы, включая многие редко исполняемые произведения. Ансамбль также активно пропагандирует современную музыку, в особенности американских композиторов. Джульярдский квартет впервые исполнил около 60 произведений новой американской музыки, в том числе сочинения Роджера Сешнса, Аарона Копленда, Эллиотта Картера, Милтона Бэббитта и пр.
Квартет много гастролирует и принимает участие в международных музыкальных фестивалях. Коллектив является лауреатом многочисленных музыкальных премий, в том числе четырёх премий «Грэмми», включая Grammy Lifetime Achievement Award.